# Берёзовое (яйцо Фаберже)
«Берёзовое» — ювелирное яйцо, одно из пятидесяти двух императорских пасхальных яиц, изготовленных фирмой Карла Фаберже для семьи императора России. Яйцо было создано в 1917 году по заказу Николая II, который планировал подарить его своей матери Марии Фёдоровне в качестве традиционного подарка на Пасху 2 апреля (по новому стилю — 15 апреля) 1917 года, однако оно так и не было подарено. До 2001 года считалось утраченным. Подлинность яйца из коллекции Иванова вызывает сомнения.

## Описание

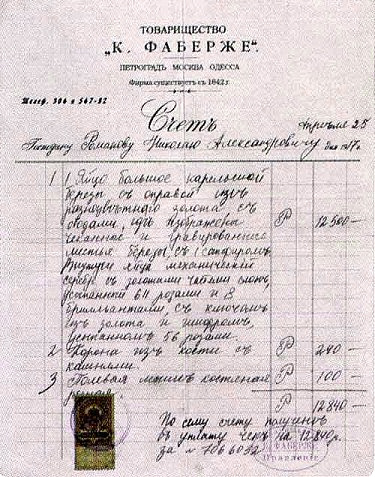
Счёт фирмы Фаберже с описанием Берёзового яйца от 25 апреля 1917 года

Ювелирное пасхальное яйцо изготовлено из золота и карельской берёзы, которая произрастает только в Карелии (Россия). Сюрпризом, вероятно, был утраченный миниатюрный механический слон, сделанный из золота, серебра, алмазов и эмали. В настоящее время сохранился только миниатюрный ключ для завода фигурки слона. В книге «Императорские пасхальные яйца фирмы Фаберже» (1997) Т. Фаберже, Л. Пролер и В. Скурловым, впервые помимо письма Бирбаума от 1922 года, была опубликована фотография деревянного пасхального яйца из карельской березы, кроме того, авторами проверена идентичность клейм мастера Вигстрема, фирмы Фаберже, Петроградского Пробирного Управления на арматуре яйца на соответствие эталонным образцам и подтверждена подлинность всех клейм.

## Сюрприз
Утрачен. Вероятно, это была миниатюрная фигурка слона, сделанная из золота, серебра, украшенная эмалью, а также восемью большими бриллиантами и шестьюдесятью четырьмя маленькими алмазами (огранка «розы»). Сохранился миниатюрный ключ для завода механизма слона, выполненный из золота и украшенный алмазами. Карл Фаберже в своём письме А. Ф. Керенскому просит разрешить передать бывшему царю несколько каменных зверьков, а вместе с ними и «простое деревянное яйцо без роскоши», внутри яйца столь же «простой механический слоник на счастье». На самом деле, как видно из счёта, выставленного фирмой Фаберже, слоник усыпан 64 розами и 8 бриллиантами. Счёт составлен уже после отречения Николая и адресован на имя «господина Романова, Николая Александровича».

## Владельцы
Император Николай II планировал подарить ювелирное яйцо «Берёзовое» своей матери Марии Фёдоровне на Пасху 1917 года.
До конца 2002 года судьба пасхального яйца ювелирного дома Фаберже «Берёзовое» оставалась тайной: оно не было подарено и считалось утраченным. Однако в ноябре Русский национальный музей объявил, что последнее императорское пасхальное яйцо работы ювелирного дома Карла Фаберже было куплено владельцем музея миллионером Александром Ивановым для коллекции из частного собрания в Лондоне, где яйцо находилось начиная с 1927 года.
Согласно версии Александра Иванова, Фаберже просил Керенского отправить яйцо Николаю II, однако после Октябрьской революции оно оказалось в собрании Румянцевского музея (ныне Библиотека имени Ленина). В январе 1927 года музей был закрыт, и 450 экспонатов, включая ювелирное яйцо фирмы Фаберже «Берёзовое» были проданы Советским правительством иностранным покупателям. Таким образом в 1927 году яйцо оказалось в Лондоне. Хранится в музее Фаберже, Баден-Баден (Германия). Известно, что покупки этого музея достаточно спорные с точки зрения подлинности.